# Diafanopterodeus
Els diafanopterodeus (Diaphanopterodea) són un ordre extint d'insectes paleòpters que van viure alpaleozoics i van assolir una gran mida. Inclouen alguns dels insectes voladors més antics, representen un grup especialitzat de Palaeodictyopteroidea (insectes amb bec del Paleozoic), únics entre els representants d'aquest grup en haver evolucionat amb l'habilitat de plegar les ales sobre el tòrax i abdomen d'una forma similar però no pas homòloga als insectes neòpters.
Diaphanopterodea es considera un grup monofilètic. Tot l'ordre s'extingí al final del Permià en l'extinció massiva del Permià-Triàsic sense deixar descendents.

## Taxonomia
L'ordre Diaphanopterodea inclou 12 famílies:
- Família Aenigmatidiidae Rohdendorf, 1961 †
- Família Alexrasnitsyniidae Prokop & Nel, 2011 †
- Família Asthenohymenidae Tillyard, 1924 †
- Família Bardohymenidae Zalessky, 1937 †
- Família Biarmohymenidae Zalessky, 1937 †
- Família Diaphanopteridae Handlirsch, 1906 †
- Família Elmoidae Tillyard, 1937 †
- Família Martynoviidae Tillyard, 1932 †
- Família Namurodiaphidae Kukalová-Peck & Brauckmann, 1990 †
- Família Parelmoidae Rohdendorf, 1962 †
- Família Prochoropteridae Handlirsch, 1911 †
- Família Velisopteridae Pinto & Adami-Rodrigues, 1997 †